# Nieuweveldpolder
De Nieuweveldpolder is een polder ten zuiden van Oostburg in de Nederlandse provincie Zeeland. De polder behoort tot de Oranjepolders.
De polder ontstond na de afdamming van de Brugsche Vaart in 1652, toen de Groote Dam ten zuiden van Oostburg werd voltooid. Het westelijk deel van de aldus ontstane polder werd de Nieuweveldpolder, vernoemd naar het Fort Nijevelt. Het is 78 ha groot, maar bestaat vooral uit een kreekrestant van de Brugsche Vaart, het Groote Gat, en de omgeving, wat een natuurgebied is.
De polder wordt begrensd door de Nieuveltweg, de Cathalijneschans, de Philipsweg, de Kaas en Broodsedijk en de Bakkersstraat.